# Классический «Доктор Кто» (17-й сезон)
Премьера семнадцатого сезона классических серий британского научно-фантастического сериала «Доктор Кто» состоялась 1 сентября 1979 года, с выходом на экраны первого эпизода серии «Судьба далеков». Сезон завершился 12 января 1980 года показом последнего эпизода серии «Рога Нимона».

## Актёрский состав

### Основной
- Том Бейкер в роли Четвёртого Доктора
- Лалла Уорд в роли Романы II
- Дэвид Брайерли озвучил К-9 второй модели

Том Бейкер вернулся к роли Четвёртого Доктора на свой очередной, шестой по счёту, сезон. Спутницей Доктора в этом сезоне вновь является Романа, которая пережила регенерацию и теперь имеет другое лицо (лицо актрисы Лаллы Уорд, которая сменила Мэри Тамм, сыгравшую первое воплощение Повелительницы времени). Джон Лисон, озвучивший питомца Доктора — металлическую робособаку К-9 второй модели — покинул проект, в этом сезоне К-9 говорит голосом Дэвида Брайерли.

### Приглашённый
В серии «Судьба далеков» вновь появляется Даврос. На этот раз его роль исполнил Дэвид Гудерсон.

## Список серий
Первоначально планировалось, что эпизоды 17 сезона будут делиться на серии по той же схеме, какой придерживается съёмочная группа, начиная с 13 сезона. Это значит, что сезон должен был включать пять серий из четырёх эпизодов, а одна 6-эпизодная арка должна была стать завершающей. Тем не менее, финальная серия — «Шада» — так и не вышла в эфир из-за забастовки технического персонала BBC (на момент начала забастовки полностью были засняты только сцены на местности, а в студии завершилась лишь первая сессия съёмок). Историк BBC высказал предположение, что тот факт, что серию отменили вместо того, чтобы доснять, означает, что забастовка всё же имела определённые последствия.
| № | #   | Название                                      | Частей (эпизодов) | Режиссёр        | Сценарист    | Зрителей (миллионов) | Индекс оценки | Дата выхода в эфир                                                                    | Код |
| --- | --- | --------------------------------------------- | ----------------- | --------------- | ------------ | -------------------- | ------------- | ------------------------------------------------------------------------------------- | --- |
| 1 | 104 | «Судьба далеков» «Destiny of the Daleks»      | 4 эпизода         | Кен Грив        | Терри Нэйшн  | 13.0 12.7 13.8 14.4  | 67 — 63 64    | 1 сентября 1979 года 8 сентября 1979 года 15 сентября 1979 года 22 сентября 1979 года | 5J  |
| Чтобы скрыться от мести Тёмного Стража, Доктор настраивает ТАРДИС на материализацию в случайной точке Вселенной. Однако планета, на которую он попадает - последнее место, где ему хотелось бы оказаться. Ведь это Скаро, родная планета далеков.                                                                                                  |     |                                               |                   |                 |              |                      |               |                                                                                       |     |
| 2 | 105 | «Город смерти» «City of Death»                | 4 эпизода         | Майкл Хейс      | Дэвид Эню    | 12.4 14.1 15.4 16.1  | — 64 — 64     | 29 сентября 1979 года 6 октября 1979 года 13 октября 1979 года 20 октября 1979 года   | 5H  |
| Чего только не случается в невозможном, фантастическом Париже! Граф Скарлиони финансирует эксперименты со временем, а Доктор узнаёт, что кто-то собирается похитить из Лувра "Мону Лизу". И этот кто-то имеет доступ к инопланетным технологиям.                                                                                                   |     |                                               |                   |                 |              |                      |               |                                                                                       |     |
| 3 | 106 | «Чудовище из ямы» «The Creature from the Pit» | 4 эпизода         | Кристофер Бэрри | Дэвид Фишер  | 9.3 10.8 10.2 9.6    | — 67 —        | 27 октября 1979 года 3 ноября 1979 года 10 ноября 1979 года 17 ноября 1979 года       | 5G  |
| Планета Хлорис, где оказались Доктор и Романа, чрезвычайно бедна металлами, причём все их запасы сконцентрированы в одних руках. А неугодные очень быстро оказываются на дне ямы, во власти чудовищного и беспощадного монстра. Однако у Доктора есть своя точка зрения на происходящее и, возможно, именно ему удастся в корне изменить ситуацию. |     |                                               |                   |                 |              |                      |               |                                                                                       |     |
| 4 | 107 | «Кошмар Эдема» «Nightmare of Eden»            | 4 эпизода         | Алан Бромли     | Боб Бейкер   | 8.7 9.6 9.4          | — 65          | 24 ноября 1979 года 1 декабря 1979 года 8 декабря 1979 года 15 декабря 1979 года      | 5K  |
| Два космических корабля, пассажирский лайнер и исследовательское судно, столкнулись на орбите Азуры, соединившись в единое целое. И никто, даже Доктор, не мог предсказать последствия этого столкновения. |     |                                               |                   |                 |              |                      |               |                                                                                       |     |
| 5 | 108 | «Рога Нимона» «The Horns of Nimon»            | 4 эпизода         | Кенни МакБэйн   | Энтони Рид   | 6.0 8.8 9.8 10.4     | — 67          | 22 декабря 1979 года 29 декабря 1979 года 5 января 1980 года 12 января 1980 года      | 5L  |
| Некогда грозная Сконнианская империя готовится возродиться и вновь начать бесконечную завоевательную войну. Однако из-за поломки ТАРДИС на её пути оказывается Доктор. |     |                                               |                   |                 |              |                      |               |                                                                                       |     |
| 6 | —   | «Шада» «Shada»                                | 6 эпизодов        | Пеннант Робертс | Дуглас Адамс | —                    | не показана   | 5M                                                                                    |     |
| Доктор получает вызов от Повелителя Времени Хронотиса, уже много лет преподающего в Кембридже. Из библиотеки профессора пропала галлифрейская книга, некогда принадлежащая самому Рассилону. Никто не знает, какие силы она способна пробудить. |     |                                               |                   |                 |              |                      |               |                                                                                       |     |

## Показ
17 сезон классических серий «Доктора Кто» транслировался на канале BBC One с 1 сентября 1979 года по 12 января 1980 года. В этом сезоне в последний раз был замечен знаменитый синий ромбовидный логотип сериала, который оставался неизменным с 1973 года, с выхода первого эпизода серии «Воин времени».

### DVD-релизы
| Серия | Количество и продолжительность эпизодов | Регион 2            | Регион 4            | Регион 1             |
| --- | --------------------------------------- | ------------------- | ------------------- | -------------------- |
| Судьба далеков Во Регионах 2 и 4 в рамках сборника The Complete Davros Collection или отдельным изданием В Регионе 1 только отдельным изданием | 4 × 25 м.                               | 26 ноября 2007 года | 6 февраля 2008 года | 4 марта 2008 года    |
| Город смерти | 4 × 25 м.                               | 7 ноября 2005 года  | 1 декабря 2005 года | 8 ноября 2005 года   |
| Чудовище из ямы | 4 × 25 м.                               | 3 мая 2010 года     | 1 июля 2010 года    | 7 сентября 2010 года |
| Кошмар Эдема | 4 × 25 м.                               | 2 апреля 2012 года  | 3 мая 2012 года     | 8 мая 2012 года      |
| Рога Нимона В Регионах 2 и 4 в рамках сборника Myths and Legends В Регионе 1 выходил только в виде отдельного издания                          | 4 × 25 м.                               | 29 марта 2010 года  | 3 июня 2010 года    | 6 июля 2010 года     |
| Шада Выходил только в рамках сборника The Legasy                                                                                               | 1 × 25 м. 4 × 18 м. 1 × 14 м.           | 7 января 2013 года  | 9 января 2013 года  | 8 января 2013 года   |

## Книги
| Серия             | Адаптация                      | Автор          | Впервые опубликована |
| ----------------- | ------------------------------ | -------------- | -------------------- |
| «Судьба далеков»  | «Доктор Кто и Судьба далеков»  | Терренс Дикс   | 1979                 |
| «Город смерти»    | «Город смерти»                 | Джеймс Госс    | 2015                 |
| «Чудовище из ямы» | «Доктор Кто и Чудовище из ямы» | Дэвид Фишер    | 1981                 |
| «Кошмар Эдема»    | «Доктор Кто и Кошмар Эдема»    | Терренс Дикс   | 1980                 |
| «Рога Нимона»     | «Доктор Кто и Рога Нимона»     | Терренс Дикс   | 1980                 |
| «Шада»            | «Шада»                         | Гаррет Робертс | 2012                 |

### Комментарии
1. ↑  Общий псевдоним Дугласа Адамса, Грэма Уильямса и Дэвида Фишера
2. ↑  Серия «Шада» осталась незаконченной из-за забастовки на BBC, она не была показана, ей не присвоили номер. Спустя много лет часть серии была показана и прокомментирована Томом Бейкером.